# تقرير مجموعة دراسة العراق
تقرير مجموعة دراسة العراق: الطريق إلى الأمام – نهج جديد هو تقرير مجموعة دراسة العراق، بناءً على تفويض من الكونجرس الأمريكي. وهو تقييم لحالة الحرب في العراق اعتبارًا من 6 ديسمبر/كانون الأول 2006، عندما أصدرت مجموعة دراسة العراق التقرير للجمهور على شبكة الإنترنت وفي شكل كتاب منشور. وقد اعتبر بوش هذا التقرير بالغ الأهمية، حيث صرح قائلاً: "والحقيقة أن العديد من التقارير في واشنطن لا يقرأها أحد على الإطلاق. ولكي أوضح لكم مدى أهمية هذا التقرير، فقد قرأته أنا، وقرأه [توني بلير]".
ووفقاً للملخص التنفيذي للتقرير، الصفحة 16، كما ورد في التقرير، "يتعين على الحكومة العراقية أن تعجل بتولي المسؤولية عن الأمن العراقي من خلال زيادة عدد ألوية الجيش العراقي ونوعيتها. وفي حين أن هذه العملية جارية، ولتسهيلها، يتعين على الولايات المتحدة أن تزيد بشكل كبير من عدد أفراد الجيش الأميركي، بما في ذلك القوات القتالية، المندمجة في وحدات الجيش العراقي والداعمة لها. ومع تقدم هذه الإجراءات، قد تبدأ القوات القتالية الأميركية في التحرك خارج العراق... إن الوضع في العراق خطير ومتدهور". ويوصي التقرير بأن تنهي الولايات المتحدة في نهاية المطاف العمليات القتالية في العراق وأن تساعد في تدريب القوات العراقية. ومع ذلك، فإنه لا يؤيد الانسحاب الكامل للقوات من العراق بحلول تاريخ محدد.
نشرت نسخة بتنسيق المستندات المحمولة للتقرير الرسمي النهائي لمجموعة دراسة العراق على الموقع الإلكتروني للمعهد الأمريكي للسلام. وفقًا لبيانات شركة نيلسن بوك سكان، فقد بيعت 35 ألف نسخة من تقرير مجموعة دراسة العراق خلال الأسبوع المنتهي في 10 ديسمبر/كانون الأول 2006 (الأسبوع الأول من إصداره).

## النطاق والمهمة
قد شكلت الحكومة الأميركية مجموعة الأبحاث تحت رعاية الحزبية بسبب القلق المتزايد لدى المسؤولين بشأن الأعمال العدائية في العراق والحرب الأهلية المحتملة. وتحدث أعضاء مجموعة الدراسة وموظفوها مع مسؤولين من حكومات مختلفة، سعياً للحصول على آرائهم بشأن حالة العراق.
ومن باب المصلحة السياسية، لم تحدد المجموعة أي طرف أو سبب لحالة الأمن في العراق، من خلال التركيز على غزو العراق عام 2003، أو احتلال العراق، أو الإجراءات اللاحقة التي اتخذها الجيش الأمريكي. لقد بحثت وسلطت الضوء على المشاكل في العراق، وكيف ترتبط هذه المشاكل ببعضها البعض، وما هي الخطوات التي يمكن اتخاذها لإصلاح المشاكل.

## توقعات ما قبل الإصدار
كان الجمهور يتوقع أن تقدم مجموعة دراسة العراق سياستين بديلتين شاملتين في تقريرها. الخيار الأول، "إعادة الانتشار والاحتواء"، يدعو إلى الانسحاب التدريجي للقوات الأميركية إلى قواعد بالقرب من العراق حيث يمكن إعادة انتشارها ضد التهديدات الجديدة في المنطقة. إن الاستقرار أولاً يتطلب الحفاظ على الوجود في بغداد وتشجيع المتمردين على دخول الساحة السياسية، مع طلب المساعدة من إيران وسوريا، جارتي العراق، لإنهاء القتال.
وبحسب صحيفة نيويورك تايمز فإن التقرير يدعو إلى انسحاب تدريجي للقوات الأمريكية من العراق بدءًا من عام 2007.
وذكرت صحيفة نيويورك صن، التي توقفت عن الصدور، أن أحد الخبراء الاستشاريين في مجموعة دراسة العراق توقع أن توصي اللجنة بأن تمارس إدارة بوش ضغوطاً على إسرائيل لحملها على تقديم تنازلات من أجل إغراء سوريا وإيران بالمشاركة في مؤتمر إقليمي بشأن العراق.

## محتوى
يتضمن التقرير النهائي 79 توصية سياسية منفصلة في 160 صفحة. وقد تم الإبلاغ عن معظم نقاطه المركزية قبل إصداره. يتناول التقرير قضايا محلية مثل تمويل الميزانية والعمليات الاقتصادية، والقضايا العسكرية بما في ذلك إخراج القوات الأميركية من العراق وكيفية دمج المزيد منها في وحدات الجيش العراقي، والقضايا السياسية الخارجية المتعلقة برعاية حكومة عراقية فعالة وموحدة، والقضايا الدبلوماسية مثل الدعوة إلى محادثات مباشرة مع إيران وسوريا.
ويبدأ التقرير باستعراض الصعوبات المحيطة بحرب العراق والموقف الأميركي الحالي. وحذر التقرير من أن توصياته السياسية ليست مضمونة النجاح، ولكن الوضع المتدهور في العراق قد يؤدي إلى عواقب سياسية وإنسانية إذا لم يتم التعامل معه على الفور.

## مخاوف عسكرية
يتضمن التقرير العديد من التوصيات بشأن الاستمرار في استخدام القوات العسكرية لتحقيق أهداف الولايات المتحدة. ولكن التقرير لم يتناول مستويات القوات الأميركية إلا خمس صفحات فقط: "أكثر من ثلاثين صفحة من التقرير تتألف من سيرة ذاتية لأعضاء اللجنة وقوائم بأسماء الأشخاص الذين أجروا معهم مقابلات؛ وقد أحصينا خمس صفحات فقط مخصصة لمسألة مستويات القوات الأميركية في العراق..." ولم ينظر في زيادة هذه المستويات بعمق، حيث لم يعتبر خياراً قابلاً للتطبيق. ويقول أعضاء اللجنة إنهم لم يحصلوا على تفويض للنظر في زيادة عدد القوات الأميركية في العراق لأن المحاضرين العسكريين الذين عملوا معهم رفضوا على الفور الفرضية القائلة بأنه من الممكن زيادة عدد القوات الأميركية في العراق، على أساس عدم توفر العدد الكافي. ويوصي التقرير بدلاً من ذلك بتصور انسحاب كافة القوات الأميركية من العراق بحلول عام 2008.
وفي القسم الذي يقيم فيه التقرير "الوضع الحالي في العراق"، عند النظر في "الأمن" (القسم أ.1)، ينص التقرير على ما يلي:
تظل الهجمات ضد القوات الأمريكية وقوات التحالف والقوات الأمنية العراقية مستمرة ومتزايدة. كان شهر أكتوبر/تشرين الأول 2006 الشهر الأكثر دموية بالنسبة للقوات الأميركية منذ يناير/كانون الثاني 2005، إذ قتل فيه 102 أميركي. بلغ متوسط إجمالي الهجمات في أكتوبر/تشرين الأول 2006 نحو 180 هجوماً يومياً، مقارنة بـ 70 هجوماً يومياً في يناير/كانون الثاني 2006. بلغت الهجمات اليومية ضد قوات الأمن العراقية في أكتوبر/تشرين الأول أكثر من ضعف مستواها في يناير/كانون الثاني. كانت الهجمات ضد المدنيين في أكتوبر أعلى بأربع مرات مما كانت عليه في يناير. يُقتل نحو 3000 مدني عراقي شهريًا.(3)
وفي الفصل نفسه، الذي يناقش " القوات الأميركية وقوات التحالف والقوات العراقية "، يفترض التقرير عدة أسباب لهذه العواقب، وعلى رأسها الصعوبات التي تواجهها "القوات المتعددة الجنسيات ـ العراق تحت قيادة الولايات المتحدة، والتي تعمل بالتنسيق مع قوات الأمن العراقية"، في "مواجهة هذا العنف". وفي القسم الفرعي الخاص بـ"القوات العراقية"، يلاحظ التقرير أنه في حين "يحقق الجيش العراقي تقدماً متقطعاً نحو التحول إلى قوة قتالية موثوقة ومنضبطة وموالية للحكومة الوطنية"، فإن "بعض الأسئلة المهمة تظل قائمة حول التركيبة العرقية وولاءات بعض الوحدات العراقية ـ وعلى وجه التحديد، ما إذا كانت هذه الوحدات سوف تنفذ مهام نيابة عن أهداف وطنية بدلاً من أجندة طائفية" (8)، ويفصل التقرير هذه المشاكل (8-9). ويشير التقرير، على سبيل المثال، إلى وجود فجوة كبيرة في تمويل قوات الدفاع العراقية: "إن إجمالي المخصصات لقوات الدفاع العراقية للسنة المالية 2006 (3 مليارات دولار) أقل مما تنفقه الولايات المتحدة حالياً في العراق كل أسبوعين" (9). وتشير مجموعة دراسة العراق إلى أن الجيش العراقي "يواجه أيضاً العديد من التحديات الأخرى": إذ تفتقر "وحدات" الجيش العراقي إلى "القيادة" الكافية، و"المعدات"، و"الأفراد"، و"اللوجستيات والدعم"، بما في ذلك "القدرة على دعم عملياتها"، و"القدرة على نقل الإمدادات والقوات، والقدرة على توفير الدعم الناري غير المباشر، والاستخبارات الفنية، والإجلاء الطبي". وتتوقع مجموعة دراسة العراق أن الجيش العراقي "سيعتمد على الولايات المتحدة في اللوجستيات والدعم حتى عام 2007 على الأقل"

## مخاوف دبلوماسية
ويقدم التقرير أيضًا "أهداف الهجوم الدبلوماسي فيما يتصل باللاعبين الإقليميين":
التوصية الثانية: ينبغي أن تكون أهداف الهجوم الدبلوماسي فيما يتصل باللاعبين الإقليميين هي:
1. دعم وحدة العراق وسلامة أراضيه.
2. وقف التدخلات والأعمال المزعزعة للاستقرار التي تقوم بها دول جيران العراق.
3. تأمين حدود العراق بما في ذلك استخدام الدوريات المشتركة مع الدول المجاورة.
4. منع امتداد حالة عدم الاستقرار والصراع إلى ما وراء حدود العراق.
5. تعزيز المساعدات الاقتصادية، والتجارة، والدعم السياسي، وإذا أمكن المساعدات العسكرية للحكومة العراقية من الدول الإسلامية غير المجاورة.
6. حث الدول على دعم المصالحة السياسية الوطنية في العراق.
7. - التحقق من شرعية العراق من خلال استئناف العلاقات الدبلوماسية، حيثما كان ذلك مناسبا، وإعادة فتح السفارات في بغداد.
8. مساعدة العراق في إنشاء سفارات عاملة فعالة في العواصم الرئيسية في المنطقة (على سبيل المثال، في الرياض، المملكة العربية السعودية).
9. مساعدة العراق على التوصل إلى اتفاق مقبول للطرفين بشأن كركوك.
10. مساعدة الحكومة العراقية في تحقيق بعض الأهداف الأمنية والسياسية والاقتصادية، بما في ذلك الأداء الأفضل في قضايا مثل المصالحة الوطنية، والتوزيع العادل لعائدات النفط، وتفكيك الميليشيات.

ولكن في هذا التقرير فإن أهداف الولايات المتحدة لها الأسبقية على مصالح الشعب العراقي:
التوصية 41: يجب على الولايات المتحدة أن توضح للحكومة العراقية أن الولايات المتحدة قادرة على تنفيذ خططها، بما في ذلك إعادة الانتشار المخطط لها، حتى ولو لم ينفذ العراق التغييرات المخطط لها. لا يمكن أن تصبح احتياجات أميركا الأمنية الأخرى ومستقبل جيشنا رهينة لأفعال أو تقاعس الحكومة العراقية.

## مخاوف اقتصادية
يركز التقرير بشكل كبير على صناعة النفط في العراق. على سبيل المثال، وفقًا للتوصية رقم 62 جزئيًا:
ويجب على الحكومة الأميركية أن تقدم، في أقرب وقت ممكن، المساعدة الفنية للحكومة العراقية لإعداد مشروع قانون النفط الذي يحدد حقوق الحكومات الإقليمية والمحلية ويخلق إطاراً مالياً وقانونياً للاستثمار. المساعدة في صياغة قانون النفط الذي يخلق إطارًا ماليًا وقانونيًا للاستثمار.
وينبغي على الحكومة الأميركية، بالتعاون مع صندوق النقد الدولي، أن تضغط على العراق لمواصلة خفض الدعم في قطاع الطاقة، بدلا من تقديم المساعدات على شكل منح. ستظل أزمة الوقود حادة حتى يسدد العراقيون أسعار السوق للمنتجات النفطية.
التوصية 63 تقول جزئيا أن:
ينبغي للولايات المتحدة أن تشجع الاستثمار في قطاع النفط العراقي من قبل المجتمع الدولي وشركات الطاقة العالمية. وينبغي للولايات المتحدة أن تساعد القادة العراقيين على إعادة تنظيم صناعة النفط الوطنية كمؤسسة تجارية، من أجل تعزيز الكفاءة والشفافية والمساءلة.
ويشير تقريرهم أيضاً إلى أن الفساد قد يكون مسؤولاً بشكل أكبر عن انهيار قطاع النفط مقارنة بالتمرد نفسه:
الفساد أيضا محبط. ويقدر الخبراء أن ما يتراوح بين 150 ألفاً إلى 200 ألف برميل من النفط يومياً يُسرق، وربما يصل العدد إلى 500 ألف برميل.

## العيوب الموقعة في بعض الدورات البديلة
يتناول التقرير ثلاثة مسارات بديلة تم اقتراحها ويوضح العيوب المحتملة في هذه المسارات:

### الانسحاب السريع
نظراً لأهمية العراق، واحتمالات الكارثة، والدور والالتزامات التي تتحملها الولايات المتحدة في المبادرة إلى الأحداث التي أدت إلى الوضع الحالي، فإننا نعتقد أنه سيكون من الخطأ أن تتخلى الولايات المتحدة عن البلاد من خلال الانسحاب المتسرع لقواتها ودعمها. ومن المؤكد أن الانسحاب الأميركي المبكر من العراق سوف يؤدي إلى المزيد من العنف الطائفي والمزيد من تدهور الأوضاع، مما يؤدي إلى عدد من العواقب السلبية المذكورة أعلاه. إن النتائج القريبة الأمد سوف تكون فراغاً كبيراً في السلطة، ومعاناة إنسانية أعظم، وزعزعة للاستقرار الإقليمي، وتهديداً للاقتصاد العالمي. وتريد القاعدة أن تصور انسحابنا على أنه انتصار تاريخي. إذا غادرنا ووقع العراق في حالة من الفوضى، فإن العواقب بعيدة المدى قد تتطلب في نهاية المطاف عودة الولايات المتحدة.

### البقاء على المسار
إن السياسة الأميركية الحالية لا تنجح، إذ أن مستوى العنف في العراق آخذ في الارتفاع، والحكومة لا تعمل على تعزيز المصالحة الوطنية. إن عدم إجراء أي تغييرات في السياسة من شأنه ببساطة أن يؤدي إلى تأخير يوم الحساب بتكلفة باهظة. يموت ما يقرب من 100 أمريكي كل شهر. وتنفق الولايات المتحدة 2 مليار دولار أسبوعيا. إن قدرتنا على الاستجابة للأزمات الدولية الأخرى محدودة. إن أغلبية الشعب الأمريكي يشعرون بالسخط إزاء الحرب. إن هذا المستوى من النفقات ليس مستداما لفترة طويلة من الزمن، وخاصة عندما لا يتم تحقيق أي تقدم. كلما طال بقاء الولايات المتحدة في العراق دون تحقيق أي تقدم، كلما تزايد الاستياء بين العراقيين الذين يعتقدون أنهم خاضعون لاحتلال أميركي قمعي. وكما قال لنا أحد المسؤولين الأميركيين: "إن رحيلنا من شأنه أن يجعل الأمور أسوأ".... إن النهج الحالي دون تعديل لن يجعله أفضل.

### مزيد من القوات للعراق
إن الزيادة المستمرة في مستويات القوات الأميركية لن تحل السبب الأساسي للعنف في العراق، وهو غياب المصالحة الوطنية. وقال لنا جنرال أميركي كبير إن إرسال قوات أميركية إضافية قد يساعد مؤقتا في الحد من العنف في منطقة محدودة للغاية. ولكن التجارب السابقة تشير إلى أن العنف سوف يشتعل من جديد بمجرد نقل القوات الأميركية إلى منطقة أخرى. وكما قال لنا جنرال أميركي آخر، إذا لم تتمكن الحكومة العراقية من تحقيق تقدم سياسي، فإن "كل قوات العالم لن تتمكن من توفير الأمن". وفي الوقت نفسه، أصبحت القدرة العسكرية الأميركية ضعيفة: فنحن لا نملك القوات أو المعدات اللازمة لتحقيق زيادة كبيرة ومستدامة في وجودنا العسكري. إن زيادة نشر القوات في العراق من شأنها بالضرورة أن تعيق قدرتنا على توفير الموارد الكافية لجهودنا في أفغانستان أو الاستجابة للأزمات في مختلف أنحاء العالم.

## بعض المخاوف الأخرى

### نقص في الإبلاغ عن العنف في العراق
يخلص التقرير أيضاً إلى أن الحكومة الأميركية تعمدت تضليل العالم من خلال تحريف المعلومات بشكل منهجي حول العنف في العراق. وكما ذكر الكاتب العسكري في وكالة أسوشيتد برس روبرت بيرنز:
أشارت اللجنة إلى يوم واحد في يوليو/تموز الماضي عندما أبلغ مسؤولون أميركيون عن وقوع 93 هجوما أو عملا عنفاً كبيراً. ومع ذلك، فإن المراجعة الدقيقة للتقارير المتعلقة بذلك اليوم الواحد كشفت عن 1100 عمل من أعمال العنف. يعمل معيار تسجيل الهجمات كمرشح لإبقاء الأحداث خارج التقارير وقواعد البيانات... من الصعب وضع سياسة جيدة عندما تجمع المعلومات بشكل منهجي بطريقة تقلل من تناقضها مع أهداف السياسة.

## دود الفعل على التقرير
أثار صدور التقرير ردود فعل سريعة ومثيرة للجدل في بعض الأحيان من مختلف ألوان الطيف السياسي. وبشكل عام، أشاد منتقدو أسلوب إدارة بوش في التعامل مع الحرب، بما في ذلك وسائل الإعلام الليبرالية ومراكز البحوث، بتوصيات التقرير، وخاصة تلك المتعلقة بسحب القوات وزيادة الدبلوماسية مع سوريا وإيران. وكان مؤيدو المجهود الحربي، بما في ذلك وسائل الإعلام المحافظة ومراكز الفكر المحافظة الجديدة، منتقدين بشدة للتقرير.

### إشادة
أشاد كبار الديمقراطيين بالتقرير باعتباره إثباتا لانتقاداتهم المستمرة لتقدم الحرب، وخاصة دعواتهم إلى سحب القوات. قالت رئيسة مجلس النواب المعينة نانسي بيلوسي إن "مجموعة دراسة العراق التي تضم أعضاء من الحزبين توصلت إلى استنتاج مفاده أن سياسة الرئيس في العراق فشلت ولابد من تغييرها". وكرر السيناتور إيفان بايه (ديمقراطي من ولاية إنديانا) نفس الرأي قائلاً: "إن تقرير اليوم يقدم لنا النوع من التغييرات التي نحتاج إليها لتحسين الوضع الحالي في العراق".
كما أشاد العديد من الجمهوريين، ومن بينهم أعضاء مجلس الشيوخ تشاك هاجل، وسوزان كولينز، وأوليمبيا سنوي، باستنتاجات التقرير. وقال سنو إن "هذا التقرير يعطي زخماً للكونجرس، ونأمل أن يعطي زخماً للرئيس أيضاً"، وإن "الوقت قد حان لتغيير مسارنا ودعم خطة... تؤدي في نهاية المطاف إلى انسحاب القوات من العراق". وبصورة أكثر قوة، رد السيناتور جوردون سميث (جمهوري من ولاية أوريجون)، وهو من أنصار الحرب منذ فترة طويلة، على التقرير بالانفصال علناً عن سياسة إدارة بوش، واصفاً سياسة بوش في العراق بأنها "سخيفة" وربما "إجرامية".
كما أعطت وسائل الإعلام الدولية، التي طالما انتقدت حرب العراق وإدارة بوش بشكل عام، مراجعات إيجابية للتقرير. ولقد وصفت هيئة الإذاعة البريطانية (بي بي سي) التقرير بأنه "لاذع"، وكتب مارتن كيتل من صحيفة الغارديان"إن تقرير مجموعة دراسة العراق يمثل رفضاً للسياسة الخارجية التي تنتهجها إدارة بوش. ولكنه ينفي أيضاً الطريقة التي تعمل بها إدارة بوش داخلياً". وكتب كلود صالحاني، المحرر في وكالة يونايتد برس إنترناشونال، أن "تقرير مجموعة دراسة العراق يأتي بمثابة حبل نجاة يُلقى إلى سياسة غارقة بعد أكثر من ثلاث سنوات من الحرب التي لا تلوح في الأفق نهاية لها. وهو يقدم لبوش استراتيجية خروج مشرفة من مستنقع العراق. والسؤال الآن هو: هل سيستغل الرئيس هذه الاستراتيجية؟"

### نقد

#### انتقادات من المحافظين في الولايات المتحدة
كان مؤيدو الحرب منذ فترة طويلة والرئيس بوش قد انتقدوا بشدة تقرير مجموعة دراسة العراق. يصور غلاف صحيفة نيويورك بوست الصادرة في السابع من ديسمبر/كانون الأول رؤوس جيمس بيكر ولي هاملتون فوق أجساد قرود، مع عنوان "استسلموا أيها القرود: لجنة التحقيق في العراق تحث الولايات المتحدة على الاستسلام". ووصف الخبير الإعلامي المحافظ الجديد بيل كريستول التقرير بأنه "تهرب" و"ليس وثيقة جادة". وأكد راش ليمبو أن أعضاء "مجموعة استسلام العراق" "يبذلون كل ما في وسعهم لتوحيد الشعب الأميركي" في "الهزيمة" و"الاستسلام"؛ وأطلق جلين بيك على التقرير اسم "عملية الراية البيضاء".
في الخامس من يناير/كانون الثاني 2007، أصدر معهد أميركان إنتربرايز ذو التوجه اليميني تقريراً منافساً "متشدداً" كتبه فريدريك كاجان تحت عنوان "اختيار النصر: خطة للنجاح في العراق"، وهو أيضاً عنوان الحدث الذي نظمه معهد أميركان إنتربرايز في الرابع عشر من ديسمبر/كانون الأول 2006. وكان عنوان الحدث "العراق: نقطة تحول" وحضره السناتوران ماكين وليبرمان. ودعا تقرير معهد أميركان إنتربرايز إلى زيادة القوات في العراق، في تناقض مباشر مع دعوة مجموعة دراسة العراق إلى الانسحاب على مراحل. ولقد أطلق مارك بنجامين من مجلة صالون، إلى جانب العديد من المعلقين الآخرين، على مجموعة معهد أميركان إنتربرايز اسم "مجموعة دراسة العراق الحقيقية"، وأشار إلى أن "هؤلاء هم الأشخاص الذين يستمع إليهم الرئيس بوش". وقد تلت هذا العمل فعاليات أخرى لمعهد أميركان إنتربرايز طيلة عام 2007، بما في ذلك "استدامة الزيادة" في الخامس والعشرين من إبريل/نيسان، و"تقييم الزيادة في العراق" في التاسع من يوليو/تموز، و"لا طريق وسطي ـ تقريران عن العراق" في السادس من سبتمبر/أيلول.

### انتقادات من العراقيين
انتقد العديد من السياسيين الأكراد البارزين التقرير بشدة، وخاصة توصيته بأن تحافظ الحكومة المركزية العراقية على سيطرتها الصارمة على عائدات النفط في البلاد.[بحاجة لمصدر]</link>
وانتقد عراقيون آخرون التقرير لوضعه المصالح الأميركية فوق المصالح العراقية وربطه القضايا في العراق بالصراع العربي الإسرائيلي. وقال الشيخ محمد بشار الفياض المتحدث باسم هيئة علماء المسلمين وهي جماعة سنية عربية إن التقرير "يضمن الخروج (من العراق) ولكن دون الالتفات إلى منع اندلاع حرب أهلية؟". وقال عبد العزيز الحكيم وهو شيعي وزعيم أكبر كتلة في البرلمان العراقي إن "المشكلة في العراق لا علاقة لها على وجه التحديد بالوضع في الشرق الأوسط اليوم".

### انتقادات لمقترح خصخصة النفط العراقي
وجه منتقدو العلاقات بين أعضاء مجموعة دراسة العراق وشركات النفط انتقادات شديدة لتوصيات التقرير بشأن خصخصة صناعة النفط العراقية. وقد زعمت الكاتبة أنطونيا جوهاس أن هذه التوصية كانت بمثابة دعوة إلى "تمديد الحرب في العراق لضمان حصول شركات النفط الأميركية على ما ذهبت إدارة بوش من أجله: السيطرة والوصول إلى قدر أعظم من النفط العراقي". وعلى نحو مماثل، أشار الناشط توم هايدن إلى أن مجموعة دراسة العراق تمثل مصالح صناعة النفط الأميركية. لدى شركة المحاماة جيمس أ. بيكر الثالث مصالح في سداد الديون إلى الكويت ودول الخليج الأخرى. لدى لورانس إس. إيجلبرجر علاقات مع شركتي هاليبرتون وفيليبس للبترول، وهو رئيس سابق لشركة كيسنجر أسوشيتس، وهي شركة استشارية للشركات. (كان بول بريمر الشريك الإداري لشركة كيسنجر أسوشيتس). فيرنون إي جوردان الابن هو محامٍ في شركة أكين غامب وهو مرتبط ارتباطًا وثيقًا بمجموعة بيلدربيرج. وتضم مجموعات العمل المتخصصة التابعة لمجموعة ISG قادة شركة بيكتل، وممثلين عن مجموعة سيتي جروب، وشركة بي إف سي إينرجي، وهي شركة استشارية في مجال الطاقة.

### معارضة تقرير معهد المشاريع الأمريكية (AEI)
كان التقرير الأولي لمعهد أميركان إنتربرايز قد دعا إلى زيادة إضافية قدرها 38 ألف جندي. وأشارت مجموعة تقييم الوضع في أفغانستان إلى إمكانية زيادة عدد القوات بنحو 10 إلى 20 ألف جندي لأغراض التدريب حتى أوائل عام 2008، ولكن هذا ليس جزءاً رسمياً من أي من التوصيات الـ79 الواردة في التقرير.
كما يربط أندرو روس من صحيفة سان فرانسيسكو كرونيكل استراتيجية بوش بتقرير معهد أميركان إنتربرايز، فيقول: "بالإضافة إلى تغيير الحرس العسكري والمضي قدماً في خيار "زيادة القوات"، فإن استراتيجية الرئيس بوش في العراق تتضمن المزيد من الأموال لإعادة الإعمار، وخلق فرص العمل، ولـ"الأحزاب السياسية العراقية المعتدلة كوسيلة لبناء تحالف سياسي وسطي لدعم رئيس الوزراء نوري المالكي"، وفقاً لصحيفة وول ستريت جورنال. وهذا النهج الأكثر شمولاً ـ والذي يُقال إنه يحمل عنوان "الطريق الجديد إلى الأمام" ـ يردد في كثير من النواحي ورقة بحثية صادرة عن معهد أميركان إنتربرايز، من تأليف فريدريك كاجان، المعروف بأنه المحرك الرئيسي لخيار "زيادة القوات".

## روابط خارجية
- مجموعة دراسة العراق
- تقرير مجموعة دراسة العراق على موقع GovInfo
- مؤلفات تقرير مجموعة دراسة العراق في مشروع غوتنبرغ
- Works by or about Iraq Study Group Report
- ملاحظات تقرير مجموعة دراسة العراق
- تقرير مجموعة دراسة العراق: مقتطفات – بي بي سي نيوز العالمية
- تقرير مجموعة دراسة العراق ( PDF، تحميل مباشر )
- نسخة قابلة للبحث من التقرير
- استراتيجية جديدة في العراق: نظرة عامة
- مرح، مرح، مرح حتى تولى أبي الحرب في العراق – مقالة في Salon.com
- النسخة الإلكترونية الموضحة لتقرير ISG – منشورة بواسطة Lapham's Quarterly ومعهد مستقبل الكتاب
- العراق: نقطة تحول نسخة محفوظة 2011-01-01 على موقع واي باك مشين. – حدث AEI
- اختيار النصر – خطة للنجاح في العراق – تقرير كاغان الصادر عن معهد أميركان إنتربرايز